# Glandularia turneri
Glandularia turneri là một loài thực vật có hoa trong họ Cỏ roi ngựa. Loài này được G.L.Nesom mô tả khoa học đầu tiên năm 1992.